# Edward Zacca
Edward Zacca (ur. 26 lipca 1931, zm. 12 listopada 2019) – jamajski prawnik, przewodniczący Sądu Najwyższego Jamajki oraz polityk, tymczasowy gubernator generalny kraju w 1991.
Należał do Jamajskiej Partii Ludowej. Pełnił obowiązki gubernatora generalnego od 31 marca do 1 sierpnia 1991, po rezygnacji Florizela Glasspole'a, a przed objęciem funkcji przez Howarda Cooke’a. Ukończył wyższe studia w Kingston i Londynie.